# Holothuria (Stauropora)
Sous-genre
Holothuria (Stauropora) est un sous-genre de concombres de mer de la famille des Holothuriidae. 

## Description et caractéristiques
Ce sont des holothuries tropicales de l'Indo-Pacifique. La plupart des espèces sont de taille réduites (entre 10 et 12 cm à la maturité), hérissées de papilles arrondies plus ou moins prononcées, sur un tégument souple et fin. Elles sont souvent arquées dorsalement, avec un trivium plat, ponctué de podia en trois rangées bien délimitées. Les papilles dorsales sont éparpillées sans régularité, et un collier de papilles entoure chez la plupart des espèces les tentacules buccaux. Elles sont pourvues de tubes de Cuvier, assez facilement éjectés. Ce sous-genre doit son nom à certaines de ses spicules calcaires, percées d'un trou en forme de croix. 
Elles sont équipées de 18 à 30 tentacules buccaux.

## Liste d'espèces
Historiquement, ce groupe fut proposé par Rowe en tant que genre à part entière, mais les données scientifiques récentes l'ont placé au rang de sous-genre du vaste genre Holothuria. 
Selon World Register of Marine Species (1 novembre 2016) :
- Holothuria (Stauropora) aemula Sluiter, 1914 -- Indonésie (connue uniquement de l'holotype)
- Holothuria (Stauropora) anulifera Fisher, 1907 -- Pacifique insulaire
- Holothuria (Stauropora) discrepans Semper, 1868 -- Mer Rouge, Océan Indien tropical et Pacifique sud-ouest
- Holothuria (Stauropora) dofleinii Augustin, 1908 -- Indo-Pacifique tropical
- Holothuria (Stauropora) fuscocinerea Jaeger, 1833 -- Indo-Pacifique tropical
- Holothuria (Stauropora) hawaiiensis Fisher, 1907 -- Hawaï
- Holothuria (Stauropora) mitis Sluiter, 1901 -- méconnue
- Holothuria (Stauropora) modesta Ludwig, 1875 -- Mer Rouge, Océan Indien tropical et Pacifique sud-ouest
- Holothuria (Stauropora) olivacea Ludwig, 1888 -- Indo-Pacifique tropical
- Holothuria (Stauropora) pervicax Selenka, 1867 -- Indo-Pacifique tropical
- Holothuria (Stauropora) pluricuriosa Deichmann, 1937 -- Pacifique est

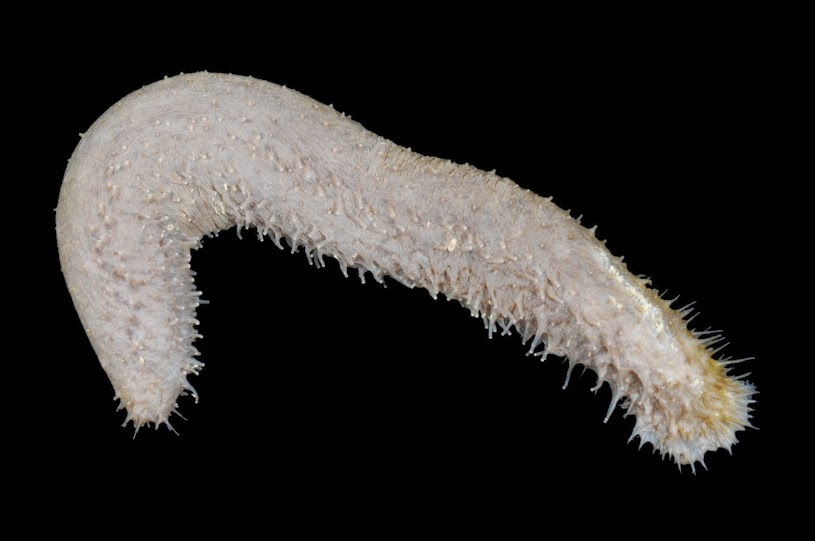
Holothuria discrepans
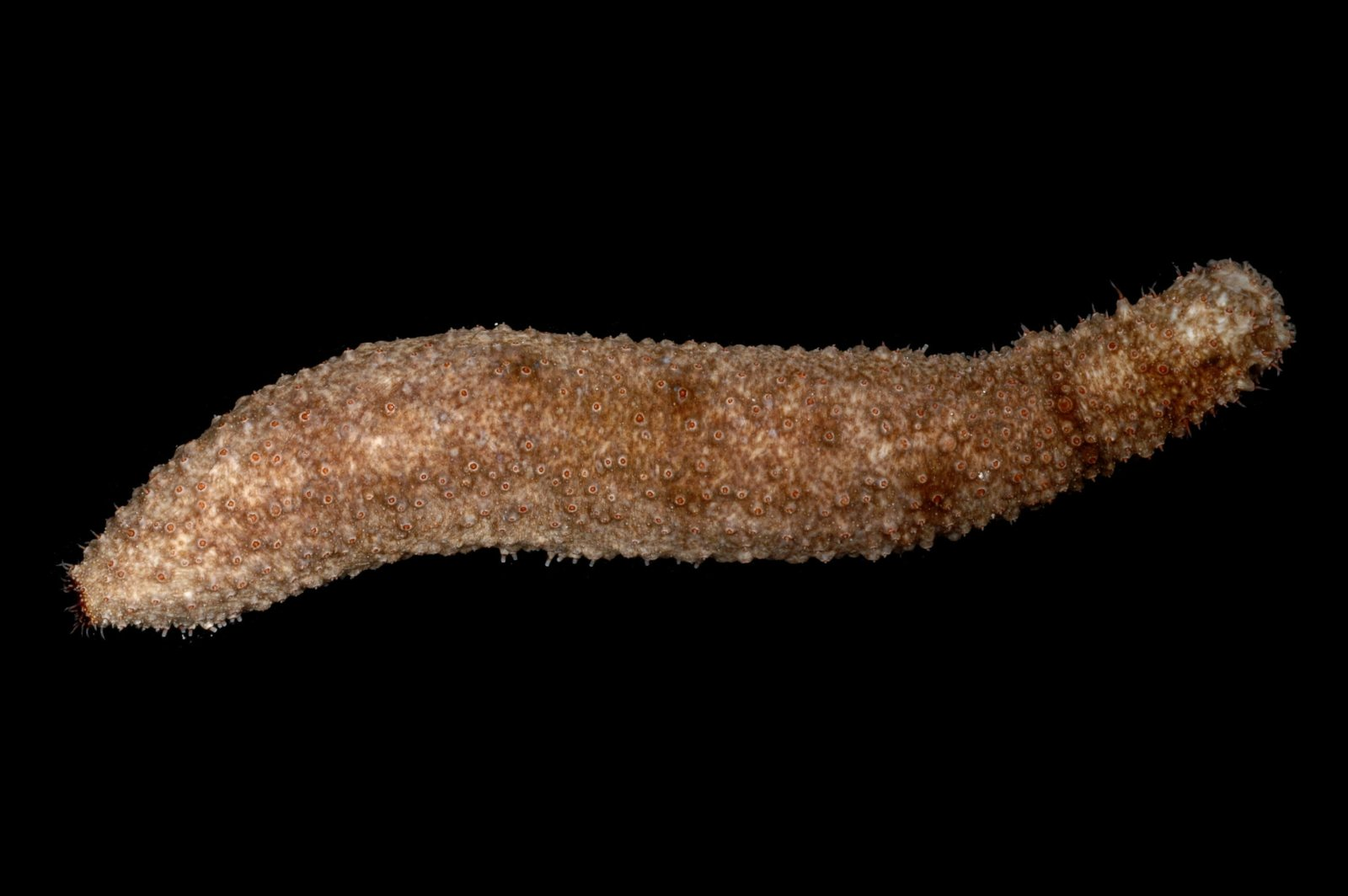
Holothuria fuscocinerea
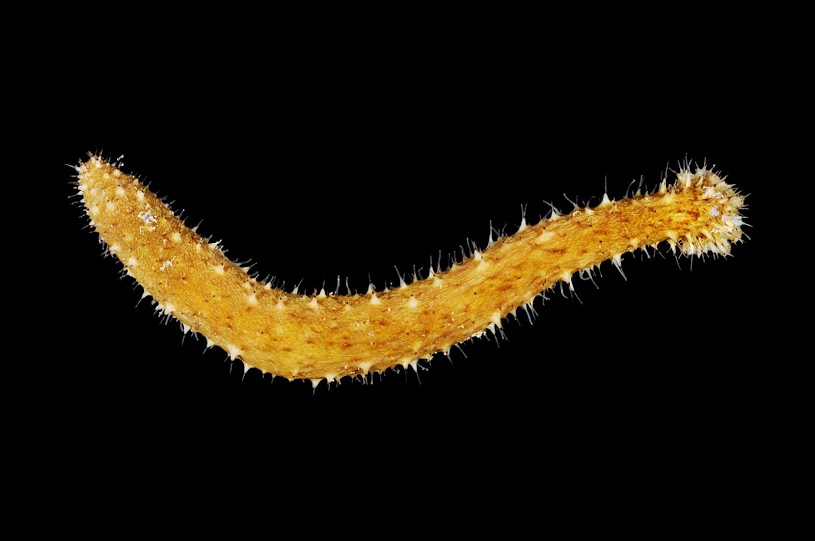
Holothuria olivacea
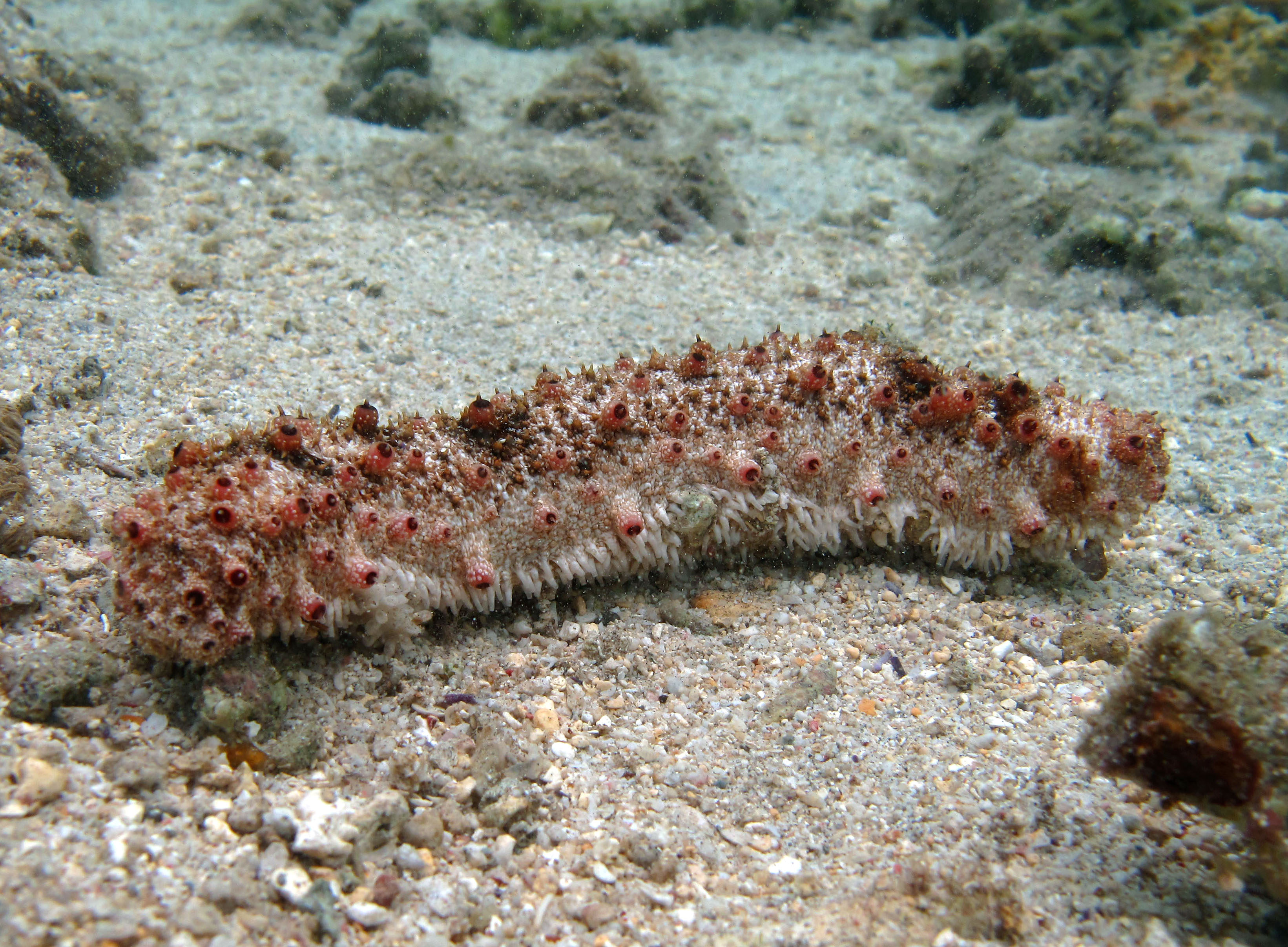
Holothuria pervicax